# Свободное поле
Свободное поле — физическое поле, квантами которого являются невзаимодействующие частицы, и которое описывается терминами энергии и импульса. Свободные поля соответствуют различным частицам, представляя собой основу для описания этих частиц в рамках теории взаимодействующих полей.

## Описание
В классической физике свободное поле — это поле, уравнения движения которого задаются линейными дифференциальными уравнениями в частных производных (УЧП). Они имеют единственное решение для данного начального условия.
В квантовой теории поля квантованное поле, математически описываемое
обобщёнными функциями с операторными значениеми является свободным полем, если оно удовлетворяет некоторым линейным УЧП, таким что соответствующий случай тех же линейных УЧП для классического поля будет уравнением Эйлера-Лагранжа для некоторого квадратичного лагранжиана. Мы можем дифференцировать эти обобщённые функции, определяя их производные с помощью дифференцированных обобщённых функций. См.
обобщённую функцию для получения более подробной информации. Поскольку мы имеем дело не с обычными обобщёнными функциями, а с обобщёнными функциями, с операторными значениями, понятно, что эти УЧП не являются ограничениями на состояния, а вместо этого описывают отношения между протяжёнными полями. Помимо УЧП, операторы также удовлетворяют другим соотношению — соотношениям коммутации и антикоммутации.

## Каноническое коммутационное отношение
Как правило, коммутатор (для бозонов) или антикоммутатор для фермионов, для двух протяжённых полей есть произведение {\displaystyle i} раз в скобках Пайерлса поля с самим собой (которое описывается действительно обобщённой, а не обычной функцией), для уравнения в частных производных обобщённой функции протяжённого поля. Математически это описывает CCR и CAR алгебра.
Алгебры CCR/CAR с бесконечно многими степенями свободы имеют множество неэквивалентных неприводимых унитарных представлений. Если теория определена над пространством Минковского, мы можем выбрать унитарное неприводимое представление, содержащее вакуумное состояние, хотя это не всегда необходимо.

## Пример
Пусть {\displaystyle \phi } — обобщённая функция с операторным значением и УЧП (Клейна-Гордона):
{\displaystyle \partial ^{\mu }\partial _{\mu }\phi +m^{2}\phi =0}.
Это бозонное поле. Определим обобщённую функцию скобками Пайерлса {\displaystyle \Delta }
Тогда,
{\displaystyle \{\phi (x),\phi (y)\}=\Delta (x;y)}
где {\displaystyle \phi } — классическое поле и {\displaystyle \{,\}} — скобки Пайерлса.
Тогда, каноническое коммутационное соотношение
{\displaystyle [\phi [f],\phi [g]]=i\Delta [f,g]\,}.
Заметим, что {\displaystyle \Delta } — обобщённая функция с двумя аргументами и может быть бесконечно протяжённой.
Эквивалентно, мы могли бы настоять на том, чтобы
{\displaystyle {\mathcal {T}}\{[((\partial ^{\mu }\partial _{\mu }+m^{2})\phi )[f],\phi [g]]\}=-i\int d^{d}xf(x)g(x)}
где {\displaystyle {\mathcal {T}}} — оператор временного упорядочения и {\displaystyle f} и {\displaystyle g} разделены пространственноподобным четырёхмерным интервалом.
{\displaystyle [\phi [f],\phi [g]]=0}.